# Glanidium ribeiroi
Glanidium ribeiroi är en fiskart som beskrevs av Haseman, 1911. Glanidium ribeiroi ingår i släktet Glanidium och familjen Auchenipteridae. Inga underarter finns listade i Catalogue of Life.